# برنامج النقاط العشر للإصلاح
برنامج النقاط العشر للإصلاح هو برنامج إصلاحي أعلن عنه الأمير فيصل بن عبد العزيز آل سعود في 9 جمادى الآخرة 1382هـ الموافق 6 نوفمبر 1962، في أول اجتماع رسمي عقدته الوزارة التي شكلها بعد أداء القسم أمام الملك سعود بن عبد العزيز آل سعود.

## البرنامج الإصلاحي

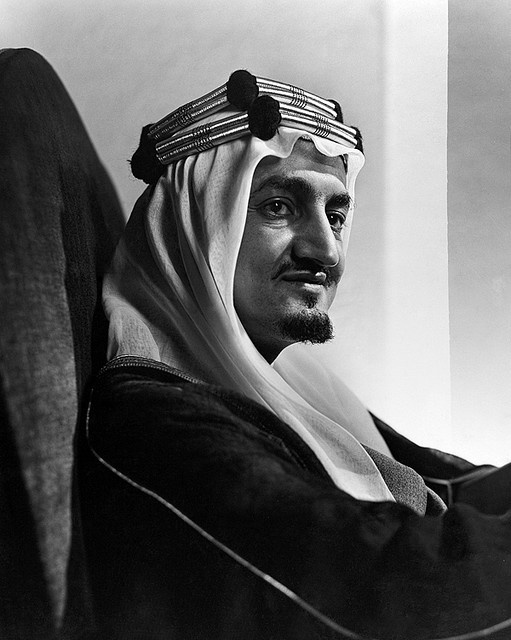
الأمير فيصل بن عبد العزيز آل سعود.

النقاط العشرة للإصلاح:

### 1- إصدار دستور
«تعتقد حكومة صاحب الجلالة أن الوقت قد حان الآن لإصدار نظام أساسي للحكم مستمد من كتاب الله وسنة رسوله؛ صلى الله عليه وسلم، وسيرة خلفائه الراشدين، حيث يضع في وضوح كامل المبادئ الأساسية للحكم وعلاقة الحاكم بالمحكوم، وينظم سلطات الدولة المختلفة وعلاقة كل جهة بالأخرى، وينص على الحقوق الأساسية للمواطن ومنها حقه في حرية التعبير عن رأيه في حدود العقيدة الإسلامية والنظام العام.
ولقد شرعت الوزارة السابقة في تطوير مجلس الشورى ليقوم بدوره كسلطة تنظيمية للبلاد، وستكون هذه الدراسة مع ما سيطرأ عليها من إضافات وتعديلات جزءاً من النظام الأساسي للحكم الذي لن يتأخر صدوره إن شاء الله، والذي سيأتي صورة صادقة عن المستوى الكريم التي وصلت إليه أمتنا، ونموذجاً رائعاً لنظام الحكم الإسلامي المستمد من نصوص الشريعة وروحها.ومما يساعد على بلوغ هذا الهدف السامي أن قواعد شريعتنا السمحة مرنة متطورة صالحة لمواجهة كل الظروف وقابلة للتطبيق في كل مكان وزمان حسب متطلبات ذلك الزمان والمكان».

### 2- تأسيس نظام مقاطعات
«ولم تكتف حكومة صاحب الجلالة في التفكير فقط في نظام أساسي يضع قواعد الحكم المركزي فحسب، بل إنها قامت بدراسات مختلفة لوضع نظام للمقاطعات يوضح طريقة الحكم المحلي لمناطق المملكة المختلفة، ولقد تبلورت شتى الدراسات التي تمت لمشروع نظام المقاطعات لدرجة لن يطول معها ظهوره إلى حيز الوجود، وسيكون عند صدوره عاملاً فعالاً في دفع عجلة التطور الإداري والسياسي والاجتماعي لمملكتنا الفتية».

### 3- وضع نظام لاستقلال القضاء
«وتحرص حكومة صاحب الجلالة على أن يكون للقضاء حرمته ومكانته فهو مناط القسط ورمز العدالة، وكلما ارتفع شأنه وعظمت حريته كلما حققنا بذلك هدفاً أساسياً من أركان ديننا الإسلامي الحنيف، وقد عقدنا العزم على مضاعفة الجهود نحو هذه الغاية وإصدار نظام باستقلال القضاء يمسك بزمامه مجلس أعلى للقضاء، وقررنا إنشاء وزارة للعدل تشرف على الشؤون الإدارية للقضاء ويلحق بها نيابة عامة للدولة ترعي مصالح المواطنين وتذود عن حقوقهم، وتقوم بالتعاون مع المحاكم المختلفة للدولة مقام الحارس الأمين الذي يدافع عن المظلومين ويضرب على أيدي الظالمين».

### 4- تأسيس مجلس أعلى للإفتاء
«ولما كانت نصوص الكتاب والسنة محددة ومتناهية بينما وقائع الأزمنة وما يستجد للناس في شؤون دنياهم أمور متطورة غير متناهية، ونظراً لأن دولتنا الفتية تقيم حكمها والحمد لله على أساس الكتاب والسنة نصاً وروحاً، فقد أصبح لزاماً علينا أن نمنح الفتيا عناية أكبر، وأن يكون لفقهائنا وعلمائنا؛ حملة مشاعل الهدى، دور إيجابي فعال في بحث ما يستجد من مشاكل الأمة بغية الوصول إلى حلول مستمدة من شريعة الله ومحققة لمصالح المسلمين، ولذلك كله فقد قررت حكومة حضرة صاحب الجلالة تأسيس مجلس للفتيا يضم عشرين عضواً من خيرة الفقهاء والعلماء ليتولى النظر فيما تطلب الدولة منه النظر فيه وما يوجهه إليه أفراد المسلمين من أسئلة واستشارات، وليكون أداة قوية لتنوير الأذهان وتذليل العقبات التي تعترض سبيل التقدم السليم».

### 5- المساهمة في نشر الإسلام
«وإن حكومة صاحب الجلالة لتشعر شعوراً تاماً بواجبها للعمل بكل جد واهتمام لنشر دعوة الإسلام وتثبيت دعائمه والذود عنه قولاً وعملاً، وقد عملت وستعمل على اتخاذ كل الوسائل لتحقيق أداء هذا الواجب الشريف».

### 6- إصلاح وضع هيئات الأمر بالمعروف والنهي عن المنكر
«ولما كانت الخصيصة الأولى لهذه الأمة الإسلامية المجيدة أنها خير أمة أخرجت للناس تأمر بالمعروف وتنهى عن المنكر، ولحرص الإسلام على هذه الوظيفة السامية، فقد بينت الشريعة فضلها وفضل من يقوم بها، وألزمته بأن يدعو إلى سبيل الله بالحكمة والموعظة الحسنة، وأن يبذل جهده ليعمر قلوب الناس بالحق والخير والمحبة، ولهذا فقد قررت حكومة صاحب الجلالة أن تقوم حالاً بإصلاح وضع هيئات الأمر بالمعروف والنهي عن المنكر بما يتمشى مع الأهداف السامية الرفيعة التي وضعت أساساً من أجلها، وبما يضمن اجتثاث بواعث المنكر من قلوب الناس ما استطعنا لذلك سبيلاً».

### 7- النهوض بالمستوى الاجتماعي للشعب السعودي
«وتشعر حكومة صاحب الجلالة أن من أهم واجباتها النهوض بالمستوى الاجتماعي للأمة، وقد قامت الدولة بأدوار هامة وفعالة في هذا الحقل، فضمنت لشعبها العلاج والدواء بالمجان في داخل المملكة وخارجها، وفعلت مثل ذلك بالتعليم وجعلته مجاناً في جميع مراحله، بل ومنحت الكثير من الطلبة مكافآت مالية سخية تعينهم على متطلبات العيش، وابتعثت على حسابها آلاف الطلبة في شتى حقول العلم والمعرفة ولجميع أنحاء المعمورة، وأعفت كثيراً من المواد الغذائية من الرسوم الجمركية، بل ومنحت إعانات ضخمة لتخفيض أسعارها للمستهلكين، وجاء أخيراً نظام الضمان الاجتماعي ليجعل الدولة مسؤولة مسؤولية كاملة عن معيشة كل شيخ وعاجز ويتيم وأسرة ممن لا مورد أو عائل لهم شرعاً، ولن يمضي وقت طويل حتى يصل إلى كل محتاج ما يكفيه ويضمن له العيش الكريم. وعندما تقدم الدولة لطائفة العمال فيها نظاماً يحميهم من البطالة نكون بذلك وصلنا إلى المستوى الاجتماعي الذي لا يزال حلماً يراود كثيراً من دول العالم المتحضر، وحققنا فعلياً أهداف العدالة الاجتماعية الحقة دون أن تطغى الدولة على حريات الناس الفردية أو تسلبهم أموالهم وحقوقهم. ولن تقتصر حكومة صاحب الجلالة على تيسير الكفاية لشعبها وتأمين فرص العمل له، بل إنها تسعى جادة إلى إجراء تعديلات هامة في شكل الحياة الاجتماعية، وإلى توفير وسائل التسلية لجميع المواطنين».

### 8- وضع الأنظمة
«وتؤمن حكومة صاحب الجلالة بأن التطور الاقتصادي والتجاري والاجتماعي الذي ساد مجتمعنا في السنوات الأخيرة لا يزال في كثير من مجالاته يفتقد التنظيم، ولذلك فإن مجموعة كبيرة من الأنظمة الهامة ستأخذ طريقها تباعاً إلى الصدور بحيث تصبح الدولة بعد فترة غير طويلة لديها تراث تنظيمي شامل يساعد على تقدم النشاط وسرعة الحركة واجتذاب رؤوس الأموال، وسوف تنشئ الدولة أجهزة مستقلة تتولى تطبيق مختلف الأنظمة التي تصدرها، وسيكون كل ذلك متمشياً مع شريعة الله الخالدة ومحققاً لمصالح الأمة العليا».

### 9- إنعاش الاقتصاد
«أما الانتعاش المالي والتطور الاقتصادي فهو شغل الحكومة الشاغل، وإلى جانب الاحتفاظ بالمركز المالي القوي الذي تمتاز به المملكة بين مختلف دول العالم، فقد اتخذت حكومة صاحب الجلالة، وسوف تتخذ، إجراءات هامة وحاسمة لوضع برامج إصلاحية ملموسة ينتج عنها انتعاش دائم للحركة الاقتصادية، لتكون هذه المملكة في مستوى عال من المعيشة لكل أفرادها، ومن أهم ما سيبرز إلى حيز الوجود قريباً إن شاء الله برنامج ضخم للطرق يربط جميع أطراف المملكة ومدنها ببعضها البعض، وستبذل عشرات الملايين من الريالات لدراسة مصادر المياه وتوفيرها للزراعة والشرب، وسوف تبني الحكومة السدود اللازمة لحفظ مياه الأمطار وتوفير المراعي. وسوف تمد الصناعة الخفيفة والثقيلة بعون فعال يحميها ويجذب رؤوس الأموال إليها. وستكون المملكة السعودية بحول الله في القريب دولة صناعية، ولها اكتفاء زراعي ذاتي، فتتعدد مصادر دخلها وتتنوع مما يسهل لها القيام بواجباتها نحو شعبها الكريم.
وإلى جانب المبالغ التي ترصد في ميزانية الدولة لتنفيذ المشروعات فقد قررت حكومة صاحب الجلالة أن ترصد جميع المبالغ الإضافية التي سوف تستلمها من شركة أرامكو عن حقوقها التي تطالب بها الشركة للسنوات الماضية في ميزانية إنتاجية خاصة بحيث تصرف جميعها على المشروعات الإنمائية كالطرق والسدود والمرافق العامة وغير ذلك، وسوف يكون هذا العمل دفعة قوية لاقتصاد المملكة وتحقيقاً سريعاً للكثير من مشروعاتها الإعمارية، ويجري الآن اتخاذ المراحل النهائية لدراسة إنشاء بنك صناعي وآخر زراعي، كما أن المؤسسة العامة للبترول والمعادن ستظهر إلى الوجود قريباً، وسوف تسهم هذه المؤسسات الثلاث مع غيرها من المؤسسات الحكومية والأهلية في إظهار خيرات البلاد والكشف عن ثروتها المعدنية وغيرها».

### 10- إلغاء الرق وتحرير العبيد
«ومن المعروف أن موقف الشريعة الإسلامية من الرق يحث على فك الرقاب، ومن المعروف أيضاً أن الرقيق الموجود في العصر الحاضر قد تختلف فيه كثير من الشروط الشرعية التي أوجبها الإسلام لإباحة الاسترقاق، فقد واجهت الدولة السعودية منذ تأسيسها مشكلة الرق والرقيق وعملت بجميع الوسائل التدريجية على القضاء عليه، فمنعت أول الأمر استيراده وفرضت العقوبات على ذلك، ثم منعت مؤخراً بيعه أو شراءه، وتجد الحكومة الآن الفرصة مؤاتية لأن تعلن إلغاء الرق مطلقاً وتحرير جميع الأرقاء، وستقوم الحكومة بتعويض من يثبت استحقاقه للتعويض».
أصدر مجلس الوزراء قرار رقم (4305) والصادر في يناير 1963، الذي بيّن طريقة تعويضات الرقيق، وأعتمد مبلغ 5 ملايين ريال سعودي، كدفعة أولى لتعويضات الرقيق. وبالتالي أعتقت السعودية مايقارب 30 ألف عبد.